# Reiff für die Insel – Katharina und der Schäfer
Reiff für die Insel – Katharina und der Schäfer ist ein deutscher Fernsehfilm von Oliver Schmitz aus dem Jahr 2015 mit Tanja Wedhorn in der Hauptrolle. Es ist die vierte Episode der ARD-Krimireihe Reiff für die Insel.

## Handlung
Katharina Reiff wird gebeten dabei zu helfen, eine ausgebrochene Schafherde wieder einzufangen oder zumindest von einem Minigolfplatz zu vertreiben. Auf der Suche nach dem dazugehörigen Schäfer trifft Katharina auf einen Mann, der sich Bernd nennt und nach dem Sturm der letzten Nacht in seinem Zelt von einem umgestürzten Baum „begraben“ wurde. Nachdem er aus seiner misslichen Lage befreit ist, entdeckt Katharina, dass der Baum angesägt wurde. Nur langsam rückt Bernd mit der Wahrheit heraus: Er heißt eigentlich Manuel Lombardo, ist Opernsänger und soll gegen eine berüchtigte Hamburger Rockerbande aussagen. Er sei im Rahmen eines Zeugenschutzprogramms bis zum Prozessbeginn hier auf der Insel in Sicherheit gebracht worden. Katharina würde den Mann am liebsten im Polizeirevier unterbringen, denn sie ist sich sicher, dass jemand ihn umbringen will. Als das auch Inselpolizist Fiete Finnsen und sein Vorgänger Thies Quedens so sehen, unternehmen sie alles, um dem „Killerkommando“ auf die Spur zu kommen. 
Ein verdächtiger dunkler Transporter stellt sich jedoch als harmlos heraus, denn er gehört drei jungen Musikern, die beim anstehenden Inselball auftreten sollen. Unerwartet taucht Lombardos Freundin Irina auf der Insel auf, weil sie unbedingt mit ihm reden will. Katharina weiß von Lombardo, dass er das alles nur aus Liebe auf sich nimmt, weil er Irina aus den Fängen der Gang befreien will. Irina wiederum möchte Lombardo schützen und davon abbringen, vor Gericht auszusagen. Katharina beeindruckt diese Liebesgeschichte, sie befürchtet aber auch, dass Irina sehr wahrscheinlich auf die Insel geschickt wurde, um Lombardo aus seinem Versteck zu locken. Ihn schreckt das aber nicht, und dann wird er tatsächlich auf offener Straße Opfer eines Attentats. Zum Glück wird er nur leicht verletzt, stellt sich aber zum Schein tot, damit der Schütze von ihm ablässt. Der Übeltäter wird nun von Katharina, Thies und weiteren Inselbewohnern verfolgt und auch gestellt. 
In Ruhe können die Bewohner der Insel nun ihren jährlichen Inselball feiern, während Lambardo und seine Freundin mit einem Boot der Küstenwache, begleitet vom BKA, zum Festland gebracht werden.

## Veröffentlichung, Musik
Reiff für die Insel – Katharina und der Schäfer wurde am 12. März 2015 zur Hauptsendezeit im Programm der ARD Das Erste erstgesendet.
Die eingespielten Opernarien stammen aus Puccinis letzter Oper Turandot – „Nessun dorma“ und aus Tosca – „E lucevan le stelle“.

## Kritiken
Tilmann P. Gangloff befand auf tittelbach.tv: „Auch im vierten Film aus der sehenswerten Degeto-Reihe ‚Reiff für die Insel‘ bricht die raue Wirklichkeit über das beschauliche [Insulaner-]Dasein herein.“ Aber nicht nur der Plot, auch durch die „schönen Dialogen, die dem Adjektiv wortkarg eine ganz neue Bedeutung verleihen, und dem wunderbar zusammengestellten Ensemble, zu dem unter anderem noch Birge Schade als bärbeißige Tierärztin oder Karin Hanczewski als Fietes Freundin gehören, sind es vor allem die […] unerwarteten Wendungen, die ‚Reiff für die Insel‘ immer wieder sehenswert machen.“
Die Kritiker der Fernsehzeitschrift TV Spielfilm monierten: „Wir bleiben den Insulanern und der zwischen kompletter Verpeiltheit und plötzlicher Cleverness agierenden Titelfigur gewogen, doch die absurd-chaotische Story passt auf keine Kuhhaut“. „Schade! Humor- und Plausibilitätsflaute!“